# Bebi Dol

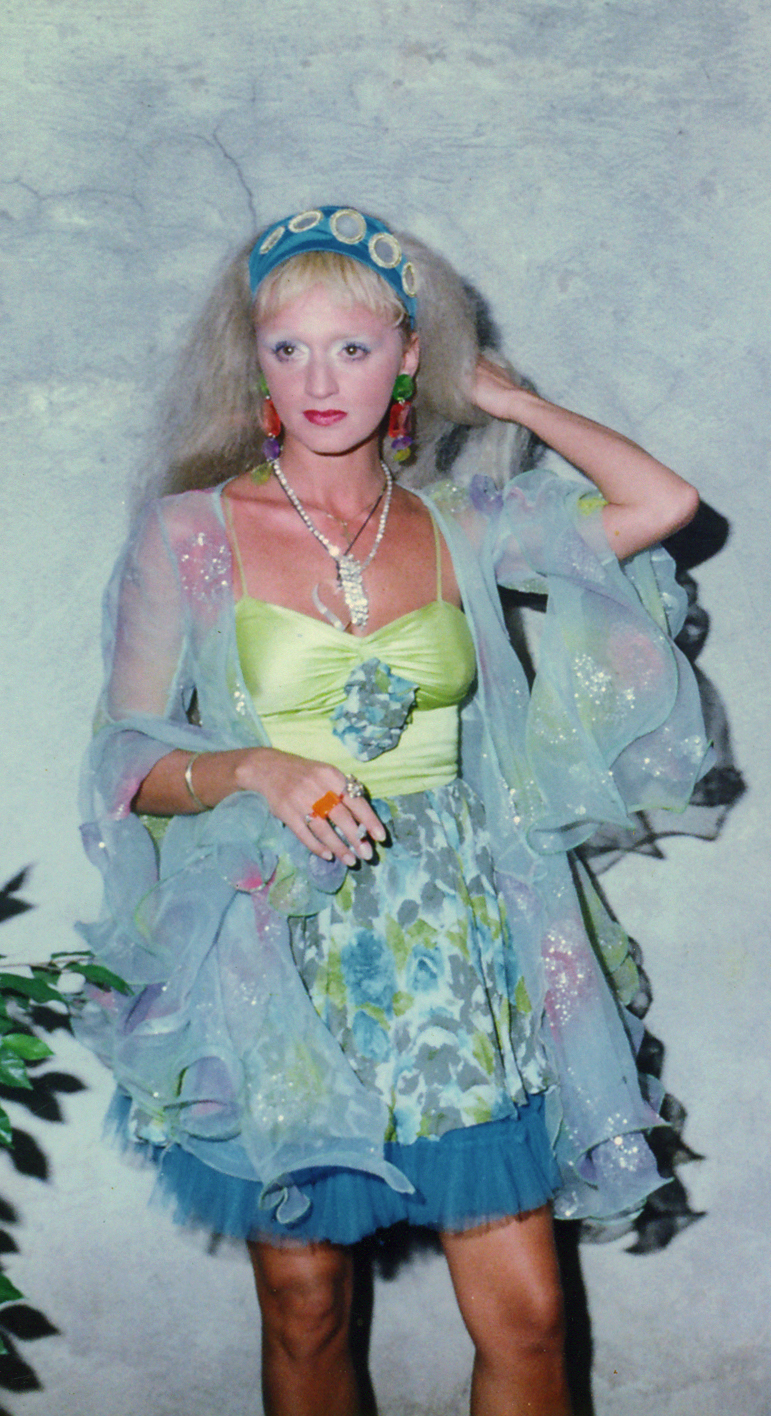
Dragana Šarić, 1991

Bebi Dol, auch Baby Doll, eigentlich Dragana Šarić (serbisch-kyrillisch Драгана Шарић; * 2. Oktober 1964 in Belgrad, Jugoslawien) ist eine serbische Sängerin. Zu ihrem Markenzeichen gehört ihr exzentrisches Erscheinungsbild und Verhalten. Auch ihre Musikvideos fallen wegen ihrer gewollt schrillen und überzeichneten Art auf. Internationale Bekanntheit erlangte sie durch ihre Teilnahme für Jugoslawien am Eurovision Song Contest 1991 in Rom. Als erste Startnummer präsentierte sie mit einer, zur damaligen Zeit, gewagten Choreographie und in schriller Kleidung ihren Titel Brazil und belegte schließlich den vorletzten Platz. Noch heute taucht ihr Auftritt oft europaweit als Kuriosum in TV-Rückblicken und Jubiläumssendungen zum Eurovision Song Contest auf.

## Leben
Dragana Šarić wuchs in einer musikalischen Familie auf, ihr Vater Milenko war Jazzmusiker und so bereiste sie schon in jungen Jahren ganz Europa. Erste Schritte im Musikgeschäft machte Dragana als Mitglied der Bands Tarkus und Annoda Rouge in den 1970er und frühen 1980er Jahren. 1980 produzierte sie ihre erste Single mit dem Titel Mustafa, welche auch einen Preis als Single des Jahres in Jugoslawien erhielt.
Seitdem nahm sie mehrmals am jugoslawischen Vorentscheid zum Eurovision Song Contest teil: 1983 belegte sie mit dem Titel Rudi den 6. Platz, 1987 mit Zrno nežnosti („Korn der Zärtlichkeit“) den 4. Platz, und 1988 mit Zatvori, mama, prozore („Schließe, Mama, die Fenster zu“) den 3. Platz.
Im Laufe der Jahre nahm sie auch an vielen anderen Festivals teil. Siegen konnte sie unter anderem beim MESAM Festival, mit dem Titel Inšalah.
1984–1986 arbeitete sie drei Jahre lang als Sängerin in Ägypten.
1991 siegte sie beim jugoslawischen Vorentscheid zum Eurovision Song Contest. Ihr Siegertitel Brazil belegte beim internationalen Finale nur den 21. Platz. Es existiert eine englischsprachige Version des Liedes mit dem Titel Control. Die Teilnahme am Eurovision Song Contest war von der gespannten politischen Lage im damaligen Jugoslawien geprägt. Hinzu kam, dass das Belgrader Fernsehen, welches in jenem Jahr für den Song Contest zuständig war, versäumt hatte, ein Halbplayback für den Song zu organisieren. So musste das gesamte Instrumental live gespielt werden.
Aus Enttäuschung über die schlechte Platzierung beim Eurovision Song Contest weigerte sich die Plattenfirma PGP-RTS (damals PGP-RTB) die Single „Brazil“ zu produzieren und kündigte den Vertrag mit Bebi Dol. Brazil wurde nur als Promo-Single für Europa produziert.
Bebi Dol wirkte anschließend beim Kinderprojekt „S one strane duge“ („Von der anderen Seite des Regenbogens“) mit. Sie interpretierte den Klassiker Over the Rainbow von Judy Garland in serbischer Sprache („Iznad duge“).
2003 nahm sie mit dem Titel Tvrdoglava („Dickkopf“) am serbischen Festival Beovizija teil, das ursprünglich als Vorentscheid Serbien-Montenegros zum Eurovision Song Contest 2003 gedacht war. Das Land nahm jedoch erst ein Jahr später wieder am Eurovision Song Contest teil. Bebi Dol belegte den sechsten Platz. Bei der Beovizija 2007 war sie Teil der Fachjury.
Eine Zeit lang moderierte Baby Doll auch ihre eigene Talk-Show „Bla bla bla uz Bebi Dol“ auf dem Fernsehprogramm ART TV.
Im Jahr 2008 beteiligte sich Bebi Dol an der Castingshow Evropsko lice (Das europäische Gesicht), in der die Moderatoren für die Beovizija 2008, die auch Co-Moderatoren des Eurovision Song Contest 2008 werden sollten, gesucht wurden. Sie war die einzige Prominente, die es bis ins Halbfinale geschafft hatte. Um ihrer bis dahin unbekannten Konkurrentin Nina Radulović den Vortritt zu lassen, schied sie freiwillig aus. Der Monolog, in dem sie begründete, weshalb sie sich so entschieden habe und sich anschließend vom Publikum verabschiedete, wurde vom veranstaltenden Sender RTS, bei der Bearbeitung im Studio, vor der Fernsehausstrahlung geschnitten. Stattdessen wurde ein manipulierter TED gezeigt, bei welchem Nina Radulović angeblich gewonnen hatte. Zahlreiche Tageszeitungen berichteten in der Folge über diesen Vorfall.
Als eine von wenigen Prominenten unterstützte sie öffentlich, in einer Promokampagne, die Belgrader Povorka Ponosa (Gay Pride, wörtlich „Umzug des Stolzes“). Unter dem Motto „Vreme je za ravnopravnost“ (Es ist Zeit für Gleichberechtigung) rief sie in einem Fernsehspot die Bevölkerung zu Toleranz, Verständnis und Solidarität auf.
Ein weiteres Mal erregte Bebi Dol Aufmerksamkeit, als sie im Winter 2009 an der Reality-Show Farma (Die Farm) teilnahm und durch ihre bissigen Kommentare gegenüber manchen anderen Teilnehmern auffiel.

## Diskografie

### Alben
- 1983: Ruže i krv
- 1995: Ritam srca
- 2002: Ljuta sam
- 2006: It’s a man’s, man’s, man’s world / Čovek rado izvan sebe živi
- 2008: Pokloni se

### Kompilationen
- 1999: Kolekcija hitova

### Singles
- 1981: Mustafa
- 1983: Rudi
- 1986: How good not to love